# Cattleytonia
Cattleytonia (abreviado Ctna) en el comercio,  es un híbrido intergenérico entre los géneros de orquídeas Cattleya y Broughtonia.